# Elbingerode (Niedersachsen)
Elbingerode er en by og kommune i det centrale Tyskland med godt 450 indbyggere (2013), beliggende i Samtgemeinde Hattorf am Harz under Landkreis Göttingen. Denne landkreis ligger i den sydlige del af delstaten Niedersachsen.

## Geografi
Kommunen ligger i den sydvestlige ende af Harzen, sydvest for Oberharz og Naturpark Harz. Den er desuden beliggende ved floden Sieber, der er et tilløb til Oder. Byen ligger i nærheden af Bundesstraße 243 mellem Seesen og Nordhausen samt Bundesstraße 27 der går fra Göttingen til Blankenburg.